# Taboeira
Taboeira é uma aldeia  da freguesia de Esgueira, Municípiode Aveiro. É neste local que fica situado o Estádio Municipal de Aveiro.[carece de fontes?]